# Puig de la Costa (Sant Llorenç de la Muga)
El Puig de la Costa és una muntanya de 264 metres que es troba al municipi de Sant Llorenç de la Muga, a la comarca catalana de l'Alt Empordà.